# Chimon d'Argos
Chimon d'Argos (grec ancien : Χείμων ο Αργείος), est un vainqueur olympique du Ve siècle av. J.-C. originaire d'Argos.
Il remporta l'épreuve de lutte lors des 83es jeux olympiques en 448 av. J.-C. en défaisant Taurosthénès d'Égine qui prit sa revanche lors des jeux suivants,,.
Deux statues, une à Olympie, l'autre à Argos, l'honoraient. Pausanias les considéraient comme les plus belles statues réalisées par Naucydès lui aussi originaire d'Argos. La statue d'Argos fut emportée à Rome par Néron ; Vespasien la plaça ensuite dans le temple de la Paix,,.
Aristéos, fils de Chimon, remporta le dolichos, probablement aux jeux olympiques de 420 av. J.-C.,. Il est probable que ce fut celui-ci qui commanda à Naucydès les statues honorant son père, ainsi que la sienne, placée à Olympie à côté de celle de son père.

## Sources
- (en) Mark Golden, Sport in the Ancient World from A to Z, Londres, Routledge, 2004 (ISBN 0-415-24881-7).
- (it) Luigi Moretti, « Olympionikai, i vincitori negli antichi agoni olimpici », Atti della Accademia Nazionale dei Lincei, vol. VIII,‎ 1959, p. 55-199.
- Pausanias, Description de la Grèce [détail des éditions] [lire en ligne] (6, 9, 3).
- Papyrus Oxyrhynchus 222.